# Tiranídeos
Tiranídeos (em latim: Tyrannidae) são uma família de aves passeriformes, cuja distribuição estende-se do Alasca à Terra do Fogo, sendo mais concentrada na região neotropical. É considerada atualmente a maior família de aves da Terra, com cerca de 400 espécies. No Brasil ocorrem cerca de 300 espécies de tiranídeos incluindo o bem-te-vi. Em todos os países das Américas, exceto nos Estados Unidos e Canadá, é considerada a família mais diversificada dentre as aves. Como seria de se esperar para uma família desse tamanho, seus membros variam muito em termos de plumagem, morfologia geral e forma de reprodução. Alguns tiranídeos assemelham-se a Muscicapídeos do Velho Mundo. São membros da Subordem Tyranni (Suboscines), que não têm as sofisticadas capacidades vocais dos Oscines.
A maioria, mas não todos, é particularmente simples, e muitos têm penachos eréteis. São insetívoros, embora alguns poucos se alimentem de frutos ou de pequenos vertebrados (por exemplo, pequenas rãs). Os menores membros da família são os relacionadas com o maria-caçula e o Myiornis atricapillus. Com um comprimento total de 6,5-6,8 cm e um peso de 4-5 gramas, eles são os menores passeriformes da Terra. O maior tiranídeo é o gaucho-grande com 29 centímetros e 88 gramas. Algumas espécies, como o tesoura-do-brejo, o Tyrannus forficatus e o tesourinha têm um comprimento total maior, mas isso se deve principalmente à sua cauda muito longa.

## Habitat e distribuição
A riqueza de espécies de Tyrannidae, quando comparada ao habitat, é muito variável. Os habitats de florestas da planície tropical e florestas nubladas têm a mais alta diversidade de espécies numa única região de interesse, enquanto que muitos habitats, incluindo rios, palmeirais, florestas de areia branca, borda das florestas tropicais caducifólias, florestas temperadas do sul, borda das floresta temperada do sul, região de pequenos arbustos das florestas semiúmidas/úmidas de montanha e pradarias temperadas do norte têm a menor diversidade de espécies. A variação entre o maior e o menor é extrema; noventa espécies podem ser encontradas nas florestas da planície tropical, enquanto que o número de espécies que podem ser encontradas nos habitats listados acima são tipicamente de um único algarismo. Isto pode dever-se em parte, ao poucos nichos encontrados em determinadas áreas e, portanto, poucos lugares para as espécies ocuparem.
A especialização Tyrannidae entre habitat é muito forte nas florestas da planície tropical e florestas nubladas. Estes tipos de habitat, por conseguinte, apresentam a maior especialização. A contagem difere apenas por três espécies (as florestas da planície tropical têm 49 espécies endêmicas e as florestas nubladas têm 46 espécies endêmicas). Pode-se supor que ambas têm níveis semelhantes de especialização.
Regionalmente, a Mata Atlântica tem a mais elevada riqueza de espécies com a Tumbes-Chocó-Magdalena vindo logo a seguir.

## Estado de proteção
As espécies Camptostoma imberbe e Pachyramphus aglaiae são protegidas pelo Ato de Migração de Aves de 1918. Arquivado em 10 de outubro de  2007, no Wayback Machine.. Ambas as espécies são comuns na fronteira meridional dos Estados Unidos. A situação para um número de outras espécies da América do Sul e Central é muito mais problemática. Em 2007, a BirdLife International (e, consequentemente IUCN) considerou duas espécies: a cara-dourada e a maria-catarinense criticamente ameaçadas. Ambas são endêmicas do Brasil. Além disso, sete espécies foram consideradas em perigo e dezoito vulneráveis.

## Taxonomia

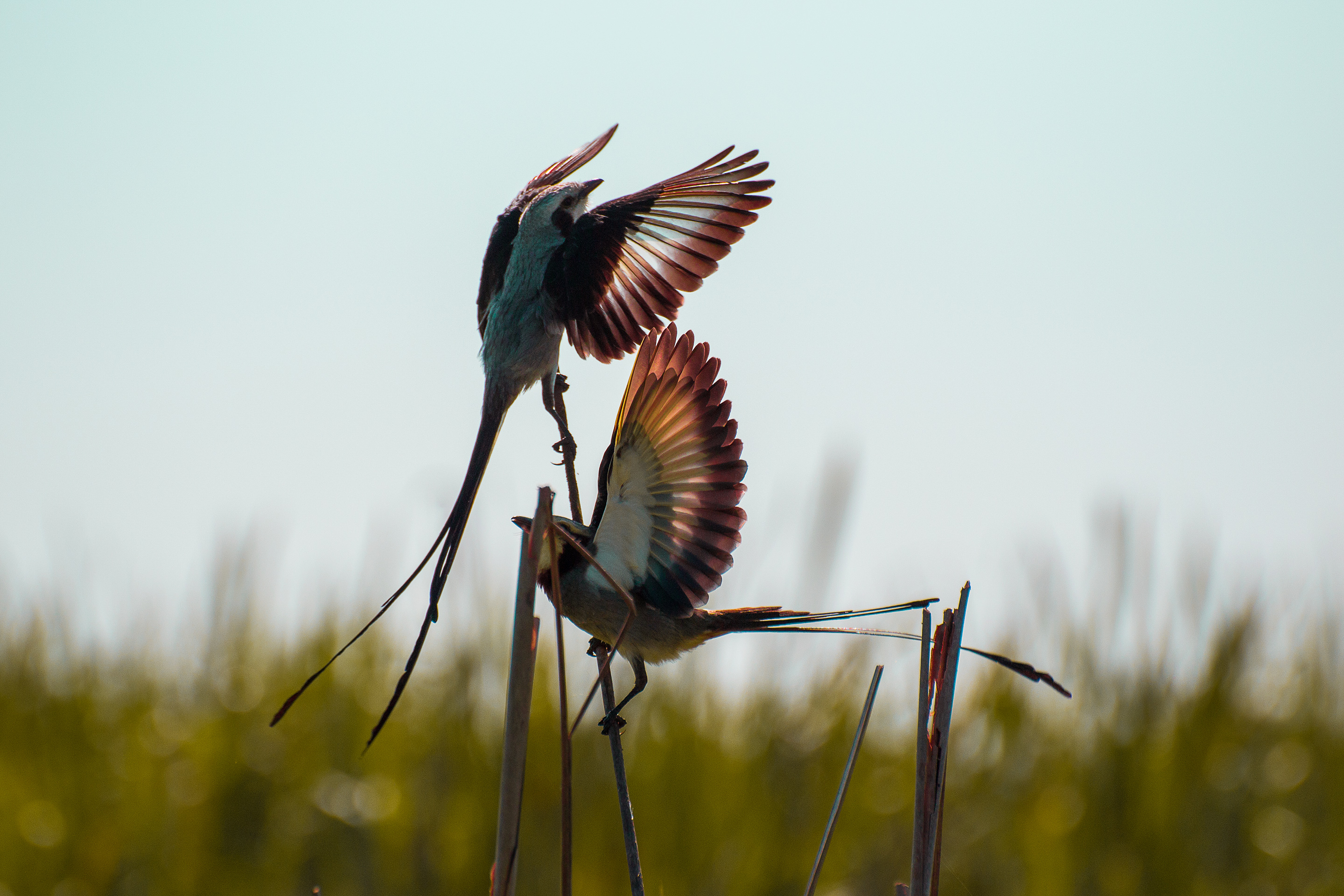
Tesoura do brejo

A taxonomia de Sibley-Ahlquist, aqui seguida, expande os tiranídeos de forma a incluir alguns grupos anteriormente considerados como família independente. As famílias Pipridae e Tityridae são duas das despromovidas ao estatudo de sub-família. Apesar dos estudos de hibridização de DNA em que se baseou o sistema de Sibley-Ahlquist, a classificação dos tiranídeos ainda se encontra em revisão e está sujeita a mudanças.
FAMÍLIA TYRANNIDAE
- Sub-família Pipromorphinae
  - Mionectes | Leptopogon | Pseudotriccus | Poecilotriccus | Taeniotriccus + | Hemitriccus | Todirostrum | Corythopis

- Sub-família Tyranninae
  - Phyllomyias | Zimmerius | Ornithion | Camptostoma | Phaeomyias | Nesotriccus + | Capsiempis + | Sublegatus | Suiriri | Tyrannulus + | Myiopagis | Pseudelaenia + | Elaenia | Mecocerculus | Serpophaga | Inezia | Stigmatura | Uromyias | Anairetes | Tachuris + | Culicivora | Polystictus | Pseudocolopteryx | Euscarthmus | Phylloscartes | Myiornis | Lophotriccus | Atalotriccus | Oncostoma | Cnipodectes| Rhynchocyclus | Tolmomyias | Platyrinchus | Onychorhynchus | Myiotriccus + | Myiophobus | Myiobius | Hirundinea | Lathrotriccus | Aphanotriccus | Xenotriccus | Mitrephanes | Contopus | Empidonax | Sayornis + | Pyrocephalus + | Silvicultrix | Ochthoeca | Colorhamphus | Ochthornis | Cnemarchus | Myiotheretes | Xolmis | Neoxolmis | Agriornis | Muscisaxicola | Muscigralla + | Lessonia | Knipolegus | Hymenops | Fluvicola | Arundinicola | Alectrurus | Gubernetes + | Satrapa + | Colonia + | Machetornis + | Muscipipra | Attila | Casiornis | Rhytipterna | Laniocera | Sirystes + | Myiarchus | Deltarhynchus | Ramphotrigon | Tyrannus | Empidonomus | Griseotyrannus | Tyrannopsis + | Megarynchus + | Conopias | Myiodynastes | Myiozetetes | Legatus + | Philohydor | Pitangus | Phelpsia +